# 앵커 베이 엔터테인먼트
앵커 베이 엔터테인먼트(Anchor Bay Entertainment)는 미국의 영화 배급사이다. 스타즈 미디어의 자회사로, 스타즈가 75%, 와인스타인 컴퍼니가 25%의 지분을 소유하고 있다. 2006년까지 IDT 엔터테인먼트가 소유하고 있었으며, 이후 스타즈 미디어가 구입하였다. 2004년 앵커 베이는 20세기 폭스 홈 엔터테인먼트를 통해 배급하는 것에 대해 동의하였으며, 2011년 재계약을 하였다.